# Campeonato de Fútbol de Costa Rica 1990
La temporada 1990 de la Liga Superior sería la 71.ª edición de la máxima categoría del sistema de Ligas costarricenses de fútbol. Se iba a disputar desde el 9 de septiembre de 1990 hasta el 31 de marzo de 1991.
El 22 de agosto de 1990, la Asamblea acordó declarar desierto el campeonato para poder concluir la temporada de 1989, la cual se pausó por la participación de la Selección de Costa Rica en la Copa Mundial.

## Sistema de competición
La temporada de la Liga Superior iba a estar conformada en tres partes:
- Fase de clasificación: Integrada por las 44 jornadas del certamen.
- Fase hexagonal: Integrada por un grupo con los seis mejores equipos.
- Gran final: Eventual serie final entre el líder de la clasificación y el líder de la hexagonal.

### Fase de clasificación
En la fase de clasificación se observaría el sistema de puntos. La ubicación en la tabla general, estaría sujeta a lo siguiente:
- Por juego ganado se otorgarían dos puntos.
- Por juego empatado se otorgaría un punto.
- Por juego perdido no se otorgarían puntos.

En esta fase iban a participar los 12 clubes de la Liga Superior jugando todos contra todos durante las 44 jornadas respectivas a lo largo de la temporada, a visita recíproca durante cuatro vueltas.
El orden de los clubes al final de la fase de clasificación del torneo correspondería a la suma de los puntos obtenidos por cada uno de ellos y se presentó en forma descendente. Si al finalizar las 44 jornadas del torneo, dos o más clubes estuviesen empatados en puntos, su posición en la tabla general sería determinada atendiendo a los siguientes criterios de desempate:
1. Mayor diferencia positiva general de goles. Este resultado se obtiene mediante la sumatoria de los goles anotados a todos los rivales, en cada campeonato menos los goles recibidos de estos.
2. Mayor cantidad de goles a favor, anotados a todos los rivales dentro de la misma competencia.
3. Mejor puntuación particular que hayan conseguido en las confrontaciones particulares entre ellos mismos.
4. Mayor diferencia positiva particular de goles, la cual se obtiene sumando los goles de los equipos empatados y restándole los goles recibidos.
5. Mayor cantidad de goles a favor que hayan conseguido en las confrontaciones entre ellos mismos.
6. Como última alternativa, el ente organizador realizaría un sorteo para el desempate.

El último equipo clasificado sería reemplazado por el campeón de la segunda categoría para la siguiente campaña.

### Fase hexagonal
Al término de las 44 jornadas de la fase anterior, los seis mejores equipos serían ubicados para disputar una hexagonal, y el equipo que lograse el primer lugar de la clasificación general se aseguraría un puesto en la gran final de manera automática. Si este repite su condición de líder, se corona campeón, de lo contrario si otro club consigue el primer lugar de esta segunda fase, se extiende el campeonato a una serie final. En total se desarrollarían 10 fechas de visita recíproca.

### Gran final
Eventual serie final entre el líder de la etapa de clasificación y el líder de la hexagonal a dos partidos para definir un campeón.

## Información de los equipos
Tomarían parte en el torneo doce clubes, teniendo como ascendidos los equipos de Generaleña y Turrialba.
| Equipo       | Entrenador | Ciudad     | Estadio           |
| ------------ | ---------- | ---------- | ----------------- |
| Alajuelense  |            | Alajuela   | Morera Soto       |
| Cartaginés   |            | Cartago    | "Fello" Meza      |
| Generaleña   |            | San Isidro | Municipal         |
| Guanacasteca |            | Nicoya     | Chorotega         |
| Herediano    |            | Heredia    | Rosabal Cordero   |
| Limonense    |            | Limón      | Juan Gobán        |
| Palmares     |            | Palmares   | "Palmareño" Solís |
| Puntarenas   |            | Puntarenas | "Lito" Pérez      |
| San Carlos   |            | Quesada    | Carlos Ugalde     |
| Saprissa     |            | Tibás      | Ricardo Saprissa  |
| Turrialba    |            | Turrialba  | Rafael Camacho    |
| Uruguay      |            | San Isidro | "Pipilo" Umaña    |

### Relevo de plazas
| Descendido a Liga Mayor         |
| ------------------------------- |
| No hubo. Congelado el descenso. |

| Ascendido de Liga Mayor |
| ----------------------- |
| A. D. Generaleña        |
| Municipal Turrialba     |

## Fase de clasificación

### Tabla de posiciones
| Pos. | Equipo               | Pts. | PJ | G | E | P | GF | GC | Dif. | Notas                     |
| ---- | -------------------- | ---- | -- | - | - | - | -- | -- | ---- | ------------------------- |
| 1    | A. D. Generaleña     | 0    | 0  | 0 | 0 | 0 | 0  | 0  | 0    | Clasifica a la gran final |
| 2    | A. D. Guanacasteca   | 0    | 0  | 0 | 0 | 0 | 0  | 0  | 0    | Clasifica a la hexagonal  |
| 3    | A. D. San Carlos     | 0    | 0  | 0 | 0 | 0 | 0  | 0  | 0    | Clasifica a la hexagonal  |
| 4    | C. S. Cartaginés     | 0    | 0  | 0 | 0 | 0 | 0  | 0  | 0    | Clasifica a la hexagonal  |
| 5    | C. S. Herediano      | 0    | 0  | 0 | 0 | 0 | 0  | 0  | 0    | Clasifica a la hexagonal  |
| 6    | C. S. Uruguay        | 0    | 0  | 0 | 0 | 0 | 0  | 0  | 0    | Clasifica a la hexagonal  |
| 7    | Deportivo Saprissa   | 0    | 0  | 0 | 0 | 0 | 0  | 0  | 0    |                           |
| 8    | L. D. Alajuelense    | 0    | 0  | 0 | 0 | 0 | 0  | 0  | 0    |                           |
| 9    | A. D. Limonense      | 0    | 0  | 0 | 0 | 0 | 0  | 0  | 0    |                           |
| 10   | Municipal Palmares   | 0    | 0  | 0 | 0 | 0 | 0  | 0  | 0    |                           |
| 11   | Municipal Puntarenas | 0    | 0  | 0 | 0 | 0 | 0  | 0  | 0    |                           |
| 12   | Municipal Turrialba  | 0    | 0  | 0 | 0 | 0 | 0  | 0  | 0    | Descenso de categoría     |

 Fuente: RSSSF
Criterios de clasificación: Puntos · Diferencia de goles · Goles a favor

## Segunda fase

### Clasificación de la hexagonal
| Pos. | Equipo        | Pts. | PJ | G | E | P | GF | GC | Dif. | Notas                     |
| ---- | ------------- | ---- | -- | - | - | - | -- | -- | ---- | ------------------------- |
| 1    | Clasificado 1 | 0    | 0  | 0 | 0 | 0 | 0  | 0  | 0    | Clasifica a la gran final |
| 2    | Clasificado 2 | 0    | 0  | 0 | 0 | 0 | 0  | 0  | 0    |                           |
| 3    | Clasificado 3 | 0    | 0  | 0 | 0 | 0 | 0  | 0  | 0    |                           |
| 4    | Clasificado 4 | 0    | 0  | 0 | 0 | 0 | 0  | 0  | 0    |                           |
| 5    | Clasificado 5 | 0    | 0  | 0 | 0 | 0 | 0  | 0  | 0    |                           |
| 6    | Clasificado 6 | 0    | 0  | 0 | 0 | 0 | 0  | 0  | 0    |                           |

 Fuente: RSSSF
Criterios de clasificación: Puntos · Diferencia de goles · Goles a favor
|                             |
|                             |
| Campeón Desierto 0.º título |

## Estadísticas

### Tabla de goleadores
Lista con los máximos anotadores de la temporada.
| Pos. | Jugador      | Equipo | Goles |
| ---- | ------------ | ------ | ----- |
| 1.º  | Bandera de ? |        |       |
| 2.º  | Bandera de ? |        |       |
| 3.º  | Bandera de ? |        |       |
| 4.º  | Bandera de ? |        |       |
| 5.º  | Bandera de ? |        |       |
| 6.º  | Bandera de ? |        |       |
| 7.º  | Bandera de ? |        |       |
| 8.º  | Bandera de ? |        |       |
| 9.º  | Bandera de ? |        |       |
| 10.º | Bandera de ? |        |       |